# Тафсир
Тафси́р (араб. التفسير‎ — букв. разъяснение‎) — толкование Корана и сунны, дисциплина исламского богословия. Богословов, занимающихся тафсиром, называют муфассирами.

## Этимология
Слово «ат-тафсир» происходит от арабского слова «фассара» (араб. فسَّر‎), которое означает «объяснить», «указать цель» или «приподнять завесу».

## История
Сочинения, связанные с пониманием и толкованием Корана (’ильм аль-Кур’ан ва-т-тафсир), сыграли важнейшую роль в становлении исламской религиозной доктрины и отразили основные этапы идеологической и политической борьбы в арабо-мусульманском обществе.
Согласно исламской доктрине, полным знанием Корана обладал только пророк Мухаммад, который разъяснял смысл Писания своим сподвижникам. В ходе его пророческой деятельности содержание коранического текста претерпело значительные изменения: одни из произнесенных прежде аятов заменялись новыми (См. насх и мансух), другие получали новое истолкование, третьи в силу специфики текста были непонятны вновь обращённым. Всё это потребовало от Пророка истолкования высказанных «откровений». Сподвижники хранили в памяти обстоятельства произнесения многих аятов, причины полемики Пророка со своими оппонентами. Это наиболее древний пласт, который в той или иной форме вошёл в большую часть тафсира, отразившую действительную историю возникновения Корана. Со временем важность толкований Корана возрастала.

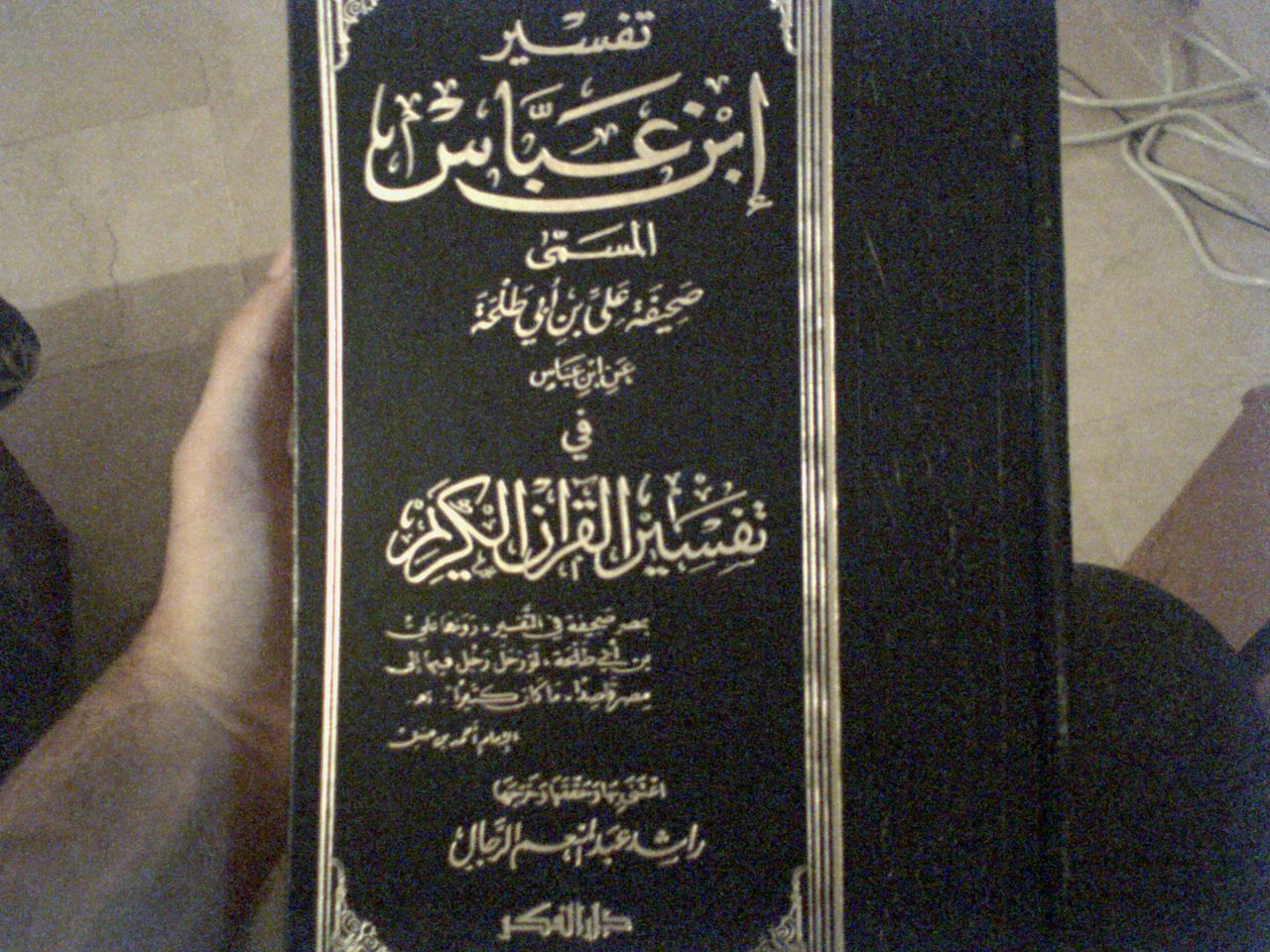
Тафсир Ибн Аббаса.

После смерти Пророка задачу толкования Корана взяли на себя его сподвижники. Особым авторитетом в толковании пользовались Али ибн Абу Талиб, Ибн Аббас, Ибн Масуд, Убайй ибн Каб. Часть сподвижников (Абу Бакр, Ибн Умар и др.) и их последователей (табиун) (Убада ас-Салмани, Саид ибн аль-Мусайяб, Салим ибн Абдуллах, Касим ибн Мухаммад и др.) толковали Коран только на основании слов Пророка. Другие (Умар ибн аль-Хаттаб, Ибн Аббас и др.) наряду с этим применяли и альтернативные методы толкования. В частности, Умар, в случае необходимости, приглашал знатоков арабского языка из различных арабских племён и консультировался с ними относительно смыслов различных слов и выражений из Корана, а Ибн Аббас в полемике с хариджитским лидером Нафи ибн аль-Азраком приводил в доказательство своей правоты примеры из традиционной арабской поэзии.
Первоначально тафсир в основном бытовал в устной форме. Имамы мечетей часто комментировали отдельные аяты и суры после пятничной проповеди (хутбы). Странствующие сказители и проповедники (куссас) обогащали толкования параллельным материалом, восходящим к иудео-христианской культурной среде (исраилият). По одним данным, автором первого тафсира был Саид ибн Джубайр, который сделал это по приказу омейядского халифа Абд аль-Малика ибн Марвана (685—705). По другим данным, впервые эту работу проделал Муджахид ибн Джабр. До наших дней сохранились тафсиры, самые ранние из которых относятся к IX веку.
Развитие тафсира связано со сложением сунны пророка Мухаммада. Во второй половине VIII века появились сборники хадисов, связанные с толкованием коранического текста, воплотившие принцип «сунна разъясняет Коран» (ас-сунна туфассиру-ль-Кур’ан). Позднее появились специальные разделы в общих сборниках хадисов (например, в Сахихе аль-Бухари). Большую работу в собрании хадисов, связанных с толкованием Корана, осуществили Шуба ибн аль-Хаджжадж (ум. в 776), Ваки ибн аль-Джаррах (ум. в 812) и Суфьян ибн Уяйна (ум. в 813). В жизнеописании Пророка (сира) аяты помещались в событийный контекст. В сочинениях мусульманских правоведов (факих) предметом тщательного изучения и толкования были аяты, связанные с правовыми нормами. Начиная с X века, толкование Корана стало самостоятельной наукой и уже не рассматривалась в качестве части хадисоведения.
По мере развития мусульманского общества возникали новые проблемы, которые не были затронуты в сунне. В этих случаях толкователи применяли альтернативные методы толкования (иджтихад). С потребностями толкования Корана в значительной мере были связаны первые арабские лексикографические и грамматические сочинения. Становление «науки тафсира» происходило в тесном взаимодействии с развитием учения о «чтениях» (кираат) Корана и в рамках становления общей догматической системы ислама. В этой системе Коран объявлялся главным «чудом» (му’джиза), главным доказательством превосходства мусульманской религиозной доктрины (и’джаз аль-Кур’ан), главным божественным «знамением» (аят), подтверждением (бурхан) истинности пророчества Мухаммада. Внутри этого комплекса дисциплин стали возникать и специальные сочинения, посвященные толкованию Корана, унаследовавшие уже выработанную процедуру исследования и складывавшийся терминологический аппарат. По мусульманской традиции, основателем исламской экзегетики считается двоюродный брат Мухаммада(салля-л-Ла́ху алейхи ва-саллям) — Абдуллах ибн Аббас (тарджуман аль-Кур’ан, ум. в 686 г.).

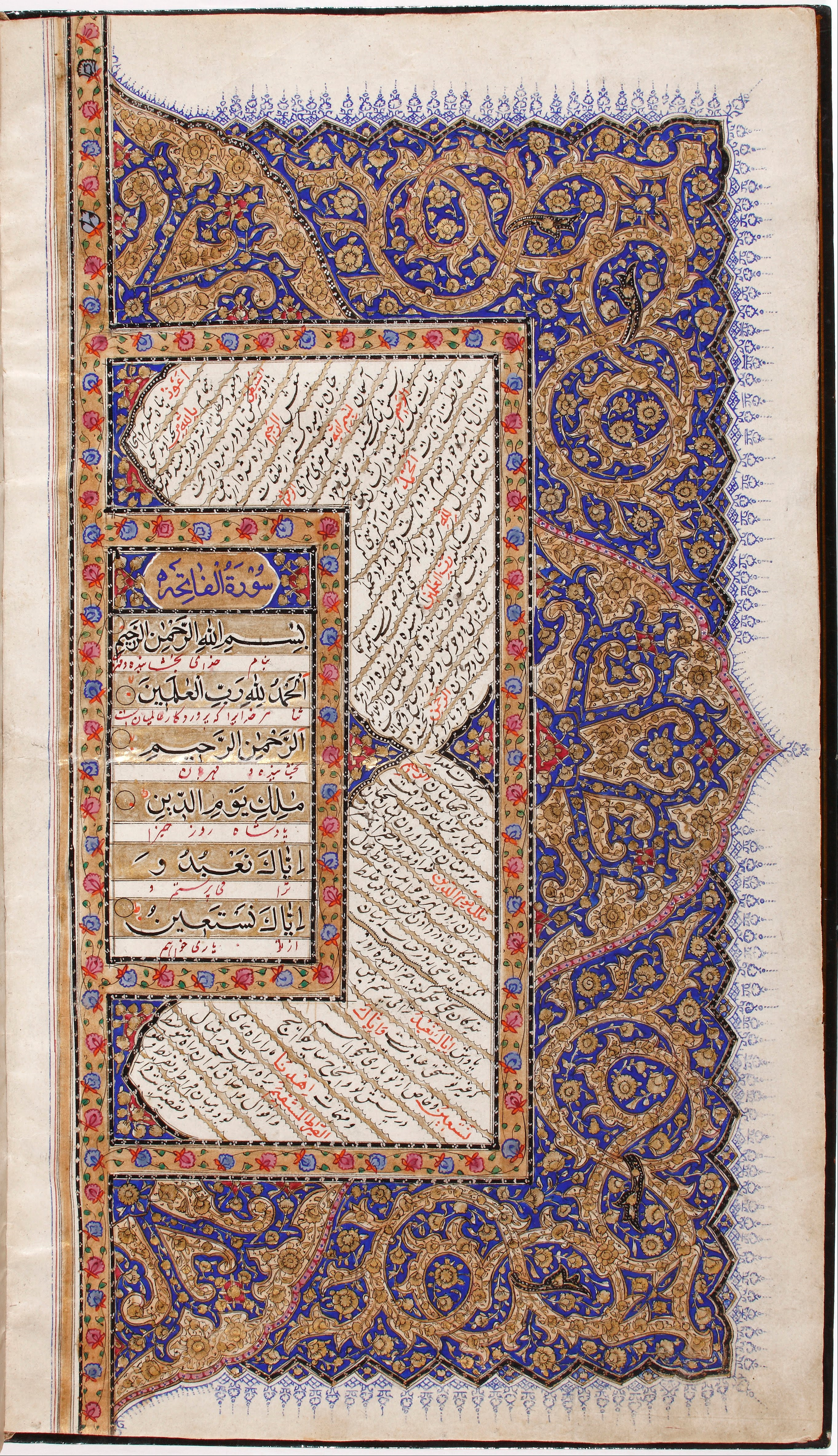
Страница Корана с переводом и комментариями на персидском языке.

Некоторые мусульмане, перешедшие в ислам из иудаизма и христианства, пытались комментировать некоторые коранические истории аналогичными преданиями из Библии и других древних Писаний. Одним из таких людей был Каб аль-Ахбар. Мусульманская ортодоксия неоднозначно относилась к исраилияту, и считала его приемлемым в том случае, если он не противоречит Корану и повторяет его смыслы.
Обострение идеологической борьбы между Алидами и Аббасидами к концу правления Омейядов сделало «науку тафсира» оружием в борьбе за власть в Арабском халифате. Одновременно появились суннитский комментарий Муджахида ибн Джабра (642—722) и проалидские тафсиры аль-Джу’фи (ум. в 745-46 г.) и ас-Судди (ум. до 745 г.). Традиция шиитских комментариев развивалась главным образом в Куфе.
С помощью аллегорического толкования Корана (тавиль), перестановок огласовок и логических ударений шиитские комментаторы интерпретировали ряд отрывков в пользу 'Али ибн Абу Талиба и его потомков. При этом они обвиняли суннитов в «извращении» (тахриф) текста Корана и уничтожение ряда ключевых аятов.
В условиях запрета перевода Корана на другие языки, комментарии, сопровождающие текст Священного писания, сыграли важную роль в ознакомлении с Кораном мусульман, незнакомых с арабским языком.

## Школы тафсира
По мере развития науки тафсира, в мусульманском мире стали развиваться три основные школы тафсира:
- Мекканская школа, основанная Ибн Аббасом (ум. 687). Последователями мекканской школы были: Саид ибн Джубайр (ум. 712), Муджахид ибн Джабр (ум. 721), Икрима аль-Барбари (ум. 723), Тавус ибн Кайсан (ум. 724) и Ата ибн Абу Рабах (ум. 732), Абу аш-Шаша (ум. 711).
- Куфийская школа, основанная Ибн Масудом (ум. 682), широко использовала методы иджтихада и рай’а. Последователями куфийской школы были: Алкама ибн Кайс (ум. 682), Масрук ибн аль-Аджда (ум. 682), аль-Асвад ибн Язид (ум. 693), Мурра аль-Хамадани (ум. 685 г.), Амир аль-Шаби (ум. 721), аль-Хасан аль-Басри (ум. 728) и Ибрахим аль-Нахаи (ум. 713).
- Мединская школа, основанная Убайем ибн Кабом (ум. 643). Последователями мединской школы были: Мухаммад ибн Каб аль-Курази (ум. 697), Абу аль-Алийа (ум. 709) и Зейд ибн Аслам (ум. 753)[1].

Помимо представителей этих школ, в других областях Халифата также были известные толкователи Корана. Одними из наиболее известных среди них были: Даххак аль-Хорасани (ум. 723), Ата аль-Хузали (ум. 744), Ата аль-Хорасани (ум. 757).

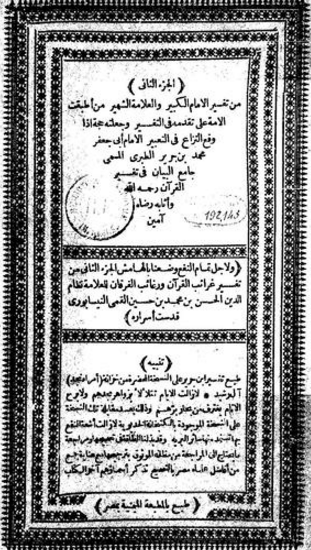
Тафсир ат-Табари.

## Тафсир и тавиль
Идеологическая борьба между суннитами и шиитами нашла свое отражение в разделении общины на сторонников буквального толкования Корана (захир) и сторонников «скрытого», «тайного» смысла (батин). В среде мусульманских богословов развернулись споры вокруг понятий тафсир и тавиль. Мукатил ибн Сулейман (ум. 767) ссылаясь на Ибн Аббаса утверждал, что тафсир — это то, что известно учёным (улемам), тавиль — то, что известно только Аллаху. Аль-Матуриди (ум. 944) считал, что тафсир принадлежит сподвижникам пророка Мухаммада (сахаба), тавиль — правоведам (факих).
Позднее ас-Суюти (ум. 1505) считал, что тафсир — это передача мудрости предшествующих исламских авторитетов, а тавиль — продукт изучения текста. Одновременно появляется и представление о нежелательности и даже запретности тафсиров, которое подкрепляется словами халифа Умара, якобы резко выступавшего против комментирования Корана из-за опасности подмены священного текста произвольным толкованием.
Ат-Табари (838—923) выработал в некоторой степени компромиссное решение, разделив коранические тексты на три категории:
1. те, которые недоступны пониманию людей: их подлинный смысл знает один лишь Аллах;
2. те, смысл которых можно выяснить, опираясь только на традиционные разъяснения, восходящие к самому пророку Мухаммеду;
3. те, сложности толкования которых являются лингвистическими и снимаются с помощью знаний филологов[3].

Приход Аббасидов к власти привёл к подавлению проалидской тенденции в толковании Корана. Её возрождение совпадает с правлением халифа аль-Мамуна (813—833), который проводил проалидскую политику.
Полемика вокруг понятий тафсир—та’виль отразила и борьбу му’тазилитов, прибегавших к «рационалистическому» та’вилю, с их противниками. В частности, в вопросе антропоморфических представлений о божестве, зафиксированных Кораном, мутазилиты прибегали к истолкованию Корана с помощью личного мнения (ат-Тафсир би-р-ра’й). Эта практика признавалась неправомерной сторонниками толкования Корана с помощью мусульманской традиции (ат-Тафсир би-ль-'ильм), в первую очередь ханбалитами. Тафсиры этого периода служили оружием и в острейшей идеологической дискуссии о «сотворенности» и «несотворенности» Корана. Наиболее значительным му’тазилитским тафсиром является сочинение аль-Кашшаф Махмуда аз-Замахшари (1074—1144), которое впоследствии было принято, с рядом поправок, и суннитами.
В рамках категорий тафсир—та’виль проходила и полемика против толкований написанных суфиями.

## Особенности тафсиров в различных течениях
Религиозно-политическая обстановка в исламском мир была отражена и в толкованиях к Корану. Так, с «сокрытием» последнего шиитского имама Мухаммада ибн аль-Хасана (ум. 873/874) связывается появление у шиитов ряда сочинений, посвященных толкованию эсхатологических аятов. Свое отражение в толкованиях к Корану нашла деятельность исма’илитов и борьбу Ибн Таймии и его сторонников за возвращение к «первоначальному» исламу. Ибн Таймия, в частности, требовал исключения из тафсиров материалов, восходящих к иудео-христианской среде (исраилият).
Наличие большого количества религиозно-политических течений привело к тому, что в некоторых тафсирах зачастую совмещалось несколько точек зрения. Так, в тафсире Фахр ад-дина ар-Рази (ум. 1209) представлена как антиму’тазилитская, так и антизахиритская точка зрения.
Помимо упомянутых наиболее известными и авторитетными толкованиями Корана считаются сочинения ас-Са’либи (ум. 1035), аль-Байдави (ум. 1286), а также совместная работа Дж. аль-Махалли (ум. 1459) и ас-Суюти (аль-Джалалайн).
Шиитским авторам принадлежит группа сочинений Китаб ма нузила фи 'Али мин аль-Кур’ан, в которых прослеживаются попытки показать роль 'Али ибн Абу Талиба в контексте «ниспослания» Корана. Сунниты в своих сочинениях подчеркивающих особые заслуги Умара и других личностей.

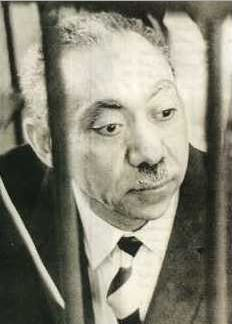
Саййид Кутб.

## Жанры тафсиров
Толкование Корана делится на следующие разделы:
1. Гариб аль-Куран — в этом разделе изучается лингвистика и фонетика Корана. Первоначально изучались различные слова, которые были неясны арабам. Для правильного понимания слов и смыслов Корана были составлены терминологические и толковые словари. Считается, что впервые проблемой лингвистического толкования занялся Ибн Аббас (ум. в 68/687).
2. Асбаб ан-нузуль — раздел, в котором изучаются причины и события, предшествующие ниспосланию коранических аятов. Сочинения, написанные на данную тему позволяли ставить вопрос об датировке коранических аятов. Особенно известны работы таких толкователей как ас-Суюти, аль-Вахиди (ум. в 1075 г.) и аль-'Ираки (ум. в 1175 г.)[4].
3. Ахкам аль-Куран — раздел, в котором изучаются правовые и вероучительные предписания (хукм), содержащиеся в аятах Корана.
4. Муташабих аль-Куран — раздел, в котором изучаются неясные аяты Корана, имеющие сокрытый эзотерический смысл(См. Муташабиха).
5. Фадаиль аль-Куран — раздел, в котором изучаются «достоинства» (фада’иль) и «превосходства» (фадль) Корана.
6. Иджаз аль-Куран — раздел, в котором изучаются чудесность и неподражаемость Корана по форме и содержанию.
7. Мушкиль аль-Куран — раздел, в котором доказывается, что в Коране нет противоречий[1].
8. Насх и мансух — раздел, в котором изучается отмена правового действия одного аята другим[1]. Это направление тафсира связано с жанром асбаб ан-нузуль. Оно развивалось в первую очередь в контексте исламского права (фикх). Наиболее известны работы Ибн Хазма (ум. в 1064 г.), ан-Наххаса (ум. в 950 г.) и Хибаталлаха ибн Саламы (ум. в 1019 г.)[4].